# Sleuvengraver

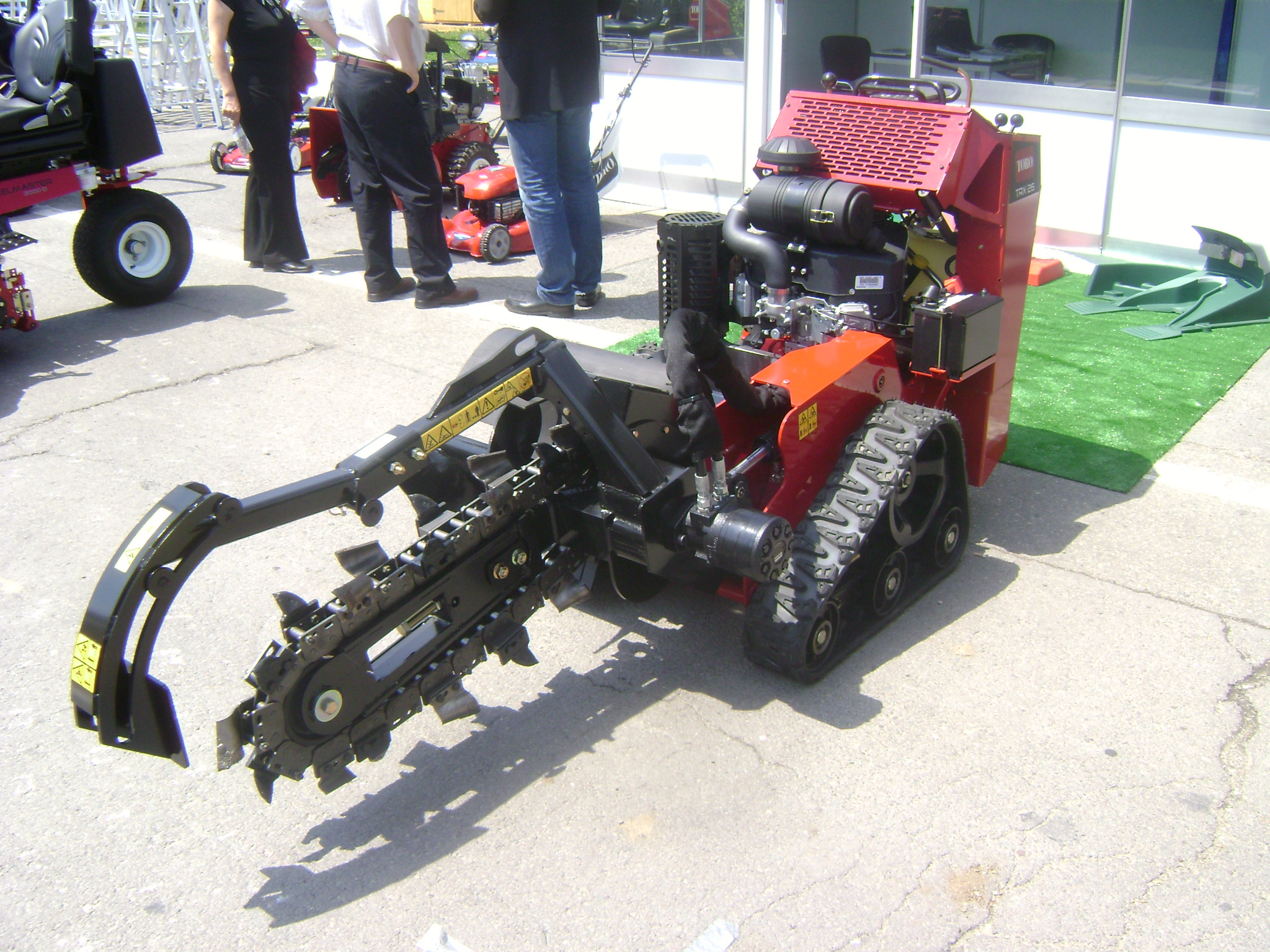
Sleuvengraver

Een sleuvengraver (Engels: trencher), ook wel sleuvengraafmachine of grondsleuvenfrees genoemd, is een bouwwerktuig dat wordt gebruikt voor het graven van smalle sleuven in de bodem voor het aanleggen van ondergrondse leidingen, drainagebuizen of kabels. Bepaalde uitvoeringen zijn voorzien van een kabellegsysteem en vultrechter, waardoor het mogelijk is om de buis of kabel in één werkgang onder de grond te leggen. Voor het ingraven van kabels in de zeebodem gebruikt men zogenaamde hybride trenchers aan boord van kabellegschepen. Deze sleuvengravers zijn vaak uitgerust met een systeem dat hogedrukwater gebruikt om de grond vloeibaar te maken, hetgeen het graven van de sleuf vergemakkelijkt.
Sleuvengraafmachines zijn grofweg in twee typen te onderscheiden: kettinggravers en sleuvengravers met een freeswiel, soms wel freeswielgravers genoemd. Een kettinggraver, in feite een zware kettingzaag, werkt met een ketting voorzien van tanden, terwijl een freeswielgraver gebruikmaakt van een langzaam draaiend wiel met grove tanden die de grond losmaken.
Een speciale soort freeswielgraver is de greppelfrees. Dit landbouwwerktuig wordt gebruikt om greppels of ondiepe sleuven te graven voor de afwatering van voornamelijk weides.